# Логвинюк Олександр Семенович
Олександр Семенович Логвиню́к (19 листопада 1936, Миколаїв — 2 березня 2004, Кіровоград) — український живописець; член Спілки радянських художників України з 1984 року.

## Біографія
Народився 19 листопада 1936 року в місті Миколаєві (нині Україна). 1965 року закінчив Кримське художнє училище імені Миколи Самокиша, де навчався у Івана Петрова, Анатолія Шипова; 1971 року — Ленінградський інститут живопису, скульптури та архітектури імені Іллі Рєпіна, був учнем Овсія Мойсеєнка. Дипломна робота — картина «Володимир Ленін у студентів ВХУТЕМАСу» (оцінка «відмінно»).
Після закінчення інституту був направлений до Кіровограда, де працював у місцевих художньо-виробничих майстернях. З 1984 року — на творчій роботі. Мешкав у Кіровограді в будинку на вулиці Островського, № 2, квартира № 67. Помер у Кіровограді 2 березня 2004 року.

## Творчість
Працював у галузі станкового живопису, автор жанрових та історичних картин у стилі соцреалізму, пейзажів, портретів, натюрмортів. Значна кількість творів на теми німецько-радянської війни, героїчного минулого українського народу, історії Кіровоградщини. Серед робіт:
- «Зелений гомін» (1968);
- «Хліб партизанам» (1975);
- «Пошук» (1977);
- «Учитель» (1978);
- «Клятва героїв Красногірки» (1978);
- «Хлібороби Кіровоградщини» (1982);
- «Спогади про батька» (1984);
- «Комсомольське підпілля Красногірки» (1984);
- «Травень 1945-го року» (1985);
- «Початок жовтня» (1985);
- «Круті береги» (1986);
- «Переможець» (1988);
- «Старший мічман В. Тарабака» (1988);
- «На балконі» (1990);
- «Берег Південного Бугу» (1991);
- «Родина Тобілевичів» (1992, ескіз);
- «Серпень» (1992);
- «Тарас Шевченко» (1993);
- «Жіночий портрет» (1993);
- «Майдан Богдана Хмельницького» (2000);
- «На леваді» (2001);
- «Вечір в селі Тернове» (2001);
- «Кафедральний собор» (2002);
- «Ковалівська церква» (2003).

Брав участь в обласних, всеукраїнських та зарубіжних мистецьких виставках з 1974 року. Персональні виставки відбулися у Кіровограді у 2004, 2006 (посмертна) роках.
Роботи художника зберігаються у кропивницьких Художньому музеї (46 робіт передала музею в дарунок дружина художника Алла Євгенівна), Художньо-меморіальному музеї Олександра Осмьоркіна, у фондах Міністерства культури та інформаційної політики України та приватних колекціях Польщі, Ізраїлю.